# Georg Friedrich Scharffenstein

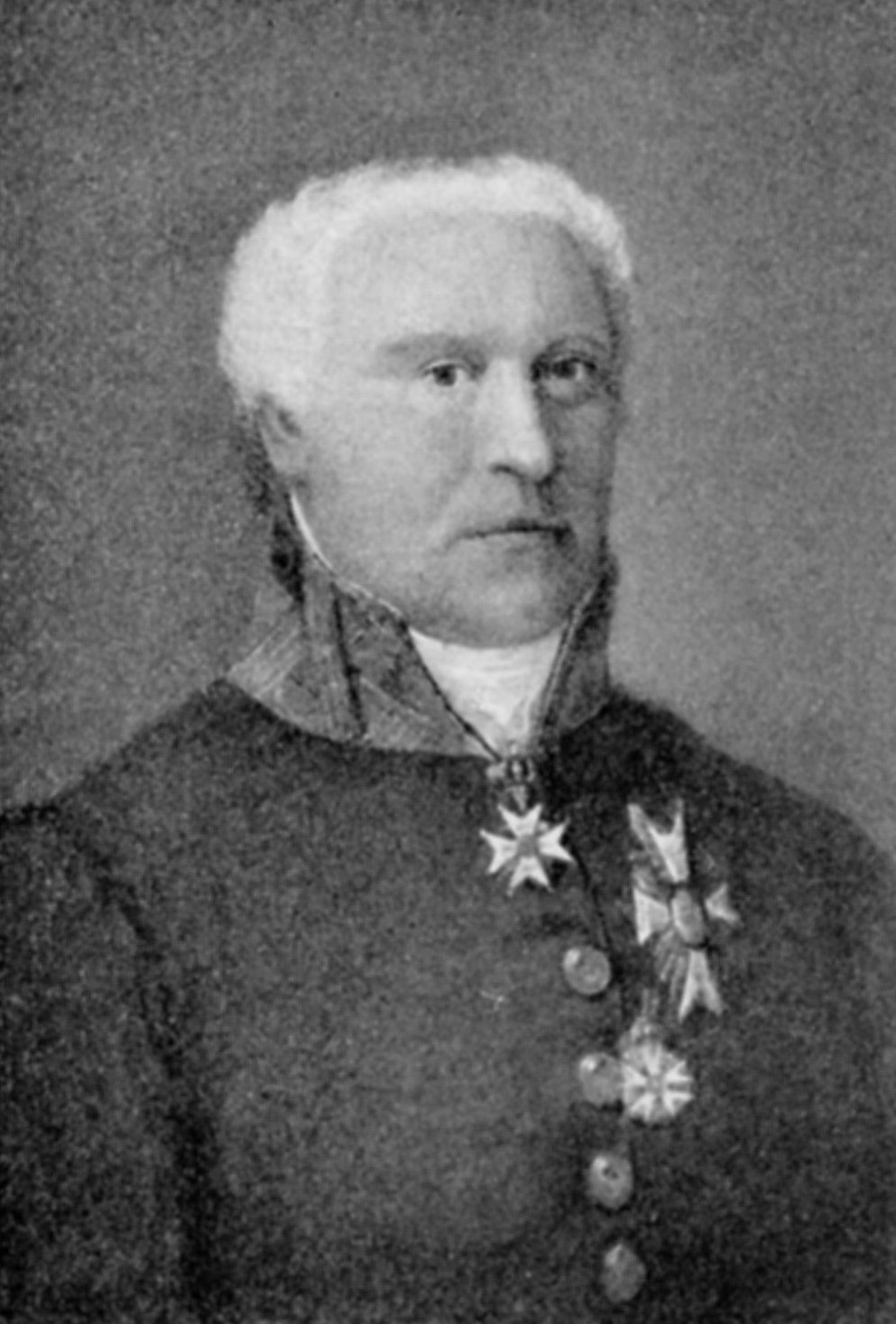
Georg Friedrich Scharffenstein

Georg Friedrich von Scharffenstein, auch Georges Frédéric Scharffenstein (* 13. Dezember 1760 in Mömpelgard; † 11. Februar 1817 in Ulm) war württembergischer Offizier. Bekanntheit erlangte er in jungen Jahren insbesondere durch seine Mitwirkung an Friedrich Schillers Flucht aus Stuttgart im September 1782. Später absolvierte er eine erfolgreiche Militärlaufbahn. Zuletzt war er ab 1811 Gouverneur von Heilbronn und von 1813 bis 1816 Gouverneur von Ulm. 

## Leben
Scharffenstein wurde in Mömpelgard als Sohn des Goldschmieds David-Nicolas Scharffenstein und dessen Ehefrau Marie-Magdeleine, geb. Brandt geboren. 1771 wurde er dort von Herzog Friedrich Eugen von Württemberg, der zu Besuch bei seinem Bruder Carl Eugen weilte, als einer von 24 Knaben als Eleve an die Militärische Pflanzschule auf Schloss Solitude bei Stuttgart angeworben. So gelangte Scharffenstein nach Württemberg, erhielt eingedeutschte Vornamen und erlernte die deutsche Sprache. Aus der Militärschule entwickelte sich bis 1775 die Karlsakademie. Dort zählte Scharffenstein neben Friedrich Wilhelm von Hoven und Wilhelm Petersen zum Freundeskreis von Friedrich Schiller. Schiller widmete dem Freund ein frühes Gedicht:
Sangir liebte seinen Selim zärtlich, wie Du mich, mein Scharffenstein.

Selim liebte seinen Sangir zärtlich, wie ich Dich, mein lieber Scharffenstein.
Scharffenstein wird als gelehriger Schüler beschrieben, der mehrere Auszeichnungen erhielt und noch in der Akademiezeit auch einen Beitrag zu einer von Schiller verausgabten Anthologie verfasste. Er verließ am 15. Dezember 1778 die Karlsschule als Leutnant der Infanterie und kam zum Infanterie-Regiment von Gabelenz. Schiller beendete seine Akademiezeit am 14. Dezember 1780 und war danach als Regimentsmedikus tätig. Da Schiller wegen seiner schriftstellerischen Tätigkeit in Württemberg in Schwierigkeiten geriet, während er in Mannheim dafür bereits gefeiert wurde, beschloss er 1782 seine Flucht nach Mannheim. Den Termin seiner Flucht legte er auf den Termin der Hirschjagd auf der Solitude am 22. September 1782. In jener Woche tat Scharffenberg Dienst am Esslinger Tor in Stuttgart, wo Schillers Flucht in der Nacht vom 21. auf den 22. September begann.
Scharffensteins weiterer Lebensweg führte durch verschiedene württembergische Garnisonen. 1793 wurde er Hauptmann. Im Herbst 1802 kam er mit zwei ihm unterstellten Jägerkompanien nach Heilbronn, um die Reichsstadt in Vorwegnahme des Reichsdeputationshauptschlusses für Württemberg zu besetzen. Im Hause des letzten amtierenden reichsstädtischen Bürgermeisters, Georg Christoph Kornacher, lernte er dessen jüngste Tochter Wilhelmine (1778–1848) kennen, die er 1804 in Besigheim, inzwischen zum Major des Bataillons von Seckendorff befördert, heiratete. 1806 wurde er zum Oberst befördert.
Er nahm an zahlreichen Feldzügen gegen Preußen und Österreich und für Frankreich teil und wurde mit verschiedenen Ehrungen ausgezeichnet, darunter das Offizierskreuz der französischen Ehrenlegion. 1807 erhielt er das Komturkreuz des württembergischen Militärverdienstordens, mit dem die Erhebung in den persönlichen Adelsstand verbunden war. 1810 zeichnete man ihn mit dem Großkreuz des Zivilverdienstordens aus.
Am 7. Juni 1811 wurde Scharffenstein zum Gouverneur von Heilbronn ernannt, verbunden mit dem Rang eines Generalleutnants und mit einem Pensionsanspruch von 1500 Gulden. Im November 1813 wurde er als Gouverneur nach Ulm versetzt. Er litt an verschiedenen Krankheiten, darunter krampfartigen Brustschmerzen und einem schmerzhaften Ausschlag im Gesicht, so dass er krankheitsbedingt um seine Pensionierung bat, der am 16. November 1816 stattgegeben wurde. Kaum zwei Monate später verstarb er in Ulm. Seine Witwe kehrte nach Heilbronn zurück, wo sie unter dem Namen Generalin von Scharffenstein bekannt war, und überlebte ihn um 31 Jahre. Sie ist neben ihrer Schwester Lisette Kornacher auf dem Alten Friedhof in Heilbronn begraben.